# Шарац, Йосип
Йосип Шарац (хорв. Josip Šarac; род. 24 февраля 1998, Любушки, ФБиГ) — хорватский гандболист, выступает за гандбольный клуб «Татабанья» и сборную Хорватии по гандболу. Серебряный призёр чемпионата Европы 2020 года. Участник летних Олимпийских игр 2024 года.

## Карьера

### Клубная
Йосип играл за боснийский клуб «Извидац» до 2018 года. В 2018 году переехал в Словению и присоединился к «Целе». В этом клубе дважды выигрывал Первую лигу Словении (2019, 2020) и Суперкубок Словении (2019).
В 2021 году отправился в Германию в команду «Фриш Ауф Гёппинген». В составе этого клуба дошёл до полуфинала Лиги чемпионов ЕГФ в 2023 году. Забил 75 голов в 17 матчах Лиги чемпионов ЕГФ.
В ноябре 2024 года было объявлено, что с лета 2025 года хорват перейдет в венгерский клуб первого дивизиона «Татабанья».

### Международная карьера в сборной
В составе юношеской сборной Хорватии выиграл серебряную медаль на чемпионате Европы среди юношей до 18 лет в 2016 году и чемпионат мира среди юношей до 21 года в 2019 году. В составе взрослой сборной стал серебряным медалистом чемпионата Европы 2020 года. На чемпионате мира 2023 года вместе со сборной занял 9-е место.
В августе 2024 года был включён в состав Хорватии на Олимпийский турнир по гандболу. Сборная Хорватии, сыграв пять матчей не смогла выйти из группы А, а игроки команды завершили участие в турнире.